# Reventazonia pallida
Reventazonia pallida är en insektsart som beskrevs av Rauno E. Linnavuori och Delong 1979. Reventazonia pallida ingår i släktet Reventazonia och familjen dvärgstritar. Inga underarter finns listade i Catalogue of Life.